# Bat-Orszichyn Bolor-Erden
Bat-Orszichyn Bolor-Erden (mong. Бат-Оршихын Болор-Эрдэнэ; ur. 7 maja 1997) – mongolska zapaśniczka walcząca w stylu wolnym. Piąta na igrzyskach wojskowych w 2019. Brązowa medalistka MŚ wojskowych w 2017. Trzecia na MŚ juniorów w 2017 roku.